# فورد السلسلة إف
فورد إف - السلسلة  (بالإنجليزية: Ford F-Series)‏ هي سيارة شاحنة بيك أب من صناعة شركة فورد أنتجت في 1948. تعتبر شاحنات فورد صلبة جدا ومتينة وهي الأكثر مبيعا في الولايات المتحدة الأمريكية. وهي الآن تشق طريقها كالبرق في الخليج العربي
كما ان فورد حريصة جدا على جودة هذه السيارات فهي تعرضها للاختبار الشهير اختبار فورد المليوني والمقصود به اختبار المليون ميل من السير والعمل الشاق.